# Maccabi Hakoah Sydney City East FC
El Maccabi Hakoah Sydney City East Football Club és un club de futbol semi professional australià de la ciutat de Sydney.

## Història
El club va néixer l'any 1939 amb el nom Sydney Hakoah per la comunitat jueva de la ciutat. També s'ha anomenat Eastern Suburbs (1977–1979) i Sydney City (1979–1987). Fou diversos cops campió de la National Soccer League, competició que abandonà el 1987.

## Palmarès
- Recopa d'Oceania de futbol:
  - 1987
- Lliga australiana de futbol:[4]
  - 1977, 1980, 1981, 1982
- Copa australiana de futbol:[5]
  - 1965, 1968, 1986